# Leptothorax gazella
Leptothorax gazella är en myrart som beskrevs av Santschi 1923. Leptothorax gazella ingår i släktet smalmyror, och familjen myror.

## Underarter
Arten delas in i följande underarter:
- L. g. gazella
- L. g. monticola